# Sainte-Verge

Sainte-Verge este o comună în departamentul Deux-Sèvres, Franța. În 2009 avea o populație de 1,455 de locuitori.